# Nuoto ai campionati mondiali di nuoto 2011 - 100 metri dorso maschili
La specialità dei 100 metri dorso maschili ai campionati mondiali di nuoto 2011 si è svolta presso lo Shanghai Oriental Sports Center di Shanghai, in Cina.
Le qualifiche per la semifinale si sono svolte la mattina del 25 luglio 2011, mentre la semifinale si è svolta la sera dello stesso giorno. La finale, invece, si è svolta la sera del 26 luglio 2011.

## Medaglie
| Posizione | Atleta          | Paese    |
| --------- | --------------- | -------- |
| Oro       | Camille Lacourt | Francia  |
| Oro       | Jérémy Stravius | Francia  |
| Bronzo    | Ryōsuke Irie    | Giappone |

## Record
Prima della manifestazione il record del mondo (WR) e il record dei campionati (CR) erano i seguenti.
| Record mondiale       | 51"94 | Aaron Peirsol Stati Uniti | 8 luglio 2009 Indianapolis, Stati Uniti d'America |
| Record dei campionati | 52"19 | Aaron Peirsol Stati Uniti | 2 agosto 2009 Roma, Italia                        |

Nel corso della competizione non sono stati migliorati record.

## Batterie
| Pos. | Atleta                  | Nazionalità   | Tempo   | Batteria | Corsia | Note |
| ---- | ----------------------- | ------------- | ------- | -------- | ------ | ---- |
| 1    | Camille Lacourt         | Francia       | 53.30   | 7        | 4      |      |
| 2    | Jérémy Stravius         | Francia       | 53.34   | 6        | 5      |      |
| 3    | David Plummer           | Stati Uniti   | 53.68   | 7        | 5      |      |
| 4    | Liam Tancock            | Gran Bretagna | 53.84   | 6        | 4      |      |
| 5    | Stanislav Donets        | Russia        | 53.85   | 6        | 6      |      |
| 6    | Ben Treffers            | Australia     | 53.89   | 5        | 6      |      |
| 6    | Gareth Kean             | Nuova Zelanda | 53.89   | 7        | 8      |      |
| 8    | Ryōsuke Irie            | Giappone      | 53.99   | 5        | 4      |      |
| 9    | Hayden Stoeckel         | Australia     | 54.05   | 7        | 3      |      |
| 10   | Nicholas Thoman         | Stati Uniti   | 54.13   | 5        | 3      |      |
| 11   | Aschwin Wildeboer Faber | Spagna        | 54.14   | 7        | 6      |      |
| 12   | Helge Meeuw             | Germania      | 54.15   | 5        | 5      |      |
| 13   | Aristeidis Grigoriadis  | Grecia        | 54.26   | 7        | 7      |      |
| 14   | Nick Driebergen         | Paesi Bassi   | 54.30   | 5        | 2      |      |
| 15   | Junya Koga              | Giappone      | 54.32   | 6        | 3      |      |
| 16   | Guy Barnea              | Israele       | 54.43   | 4        | 1      |      |
| 16   | Xiaolei Sun             | Cina          | 54.43   | 6        | 1      |      |
| 18   | Thiago Pereira          | Brasile       | 54.47   | 4        | 5      |      |
| 18   | Mirco Di Tora           | Italia        | 54.47   | 6        | 7      |      |
| 20   | Feiyi Cheng             | Cina          | 54.60   | 6        | 2      |      |
| 21   | Vitaly Borisov          | Russia        | 54.66   | 7        | 2      |      |
| 22   | Charles Francis         | Canada        | 54.68   | 4        | 7      |      |
| 23   | Daniel Bell             | Nuova Zelanda | 54.75   | 7        | 1      |      |
| 24   | Omar Pinzon             | Colombia      | 54.88   | 2        | 4      |      |
| 25   | Jonatan Kopelev         | Israele       | 54.90   | 5        | 8      |      |
| 26   | Chris Walker-Hebborn    | Gran Bretagna | 54.91   | 5        | 1      |      |
| 27   | Guilherme Guido         | Brasile       | 54.93   | 4        | 4      |      |
| 28   | Radosław Kawęcki        | Polonia       | 55.01   | 4        | 6      |      |
| 29   | Bastiaan Lijesen        | Paesi Bassi   | 55.09   | 5        | 7      |      |
| 30   | Charl Crous             | Sudafrica     | 55.14   | 4        | 2      |      |
| 31   | Gerhard Zandberg        | Sudafrica     | 55.21   | 3        | 5      |      |
| 32   | Tobias Oriwol           | Canada        | 55.27   | 4        | 8      |      |
| 33   | Marcin Tarczynski       | Polonia       | 55.28   | 4        | 3      |      |
| 34   | Péter Bernek            | Ungheria      | 55.32   | 3        | 3      |      |
| 35   | Seon Kwan Park          | Corea del Sud | 55.39   | 6        | 8      |      |
| 36   | Bradley Ally            | Barbados      | 55.88   | 3        | 1      |      |
| 37   | Federico Grabich        | Argentina     | 55.93   | 3        | 6      |      |
| 38   | Simon Sjoedin           | Svezia        | 56.06   | 3        | 4      |      |
| 39   | Matas Andriekus         | Lituania      | 56.10   | 3        | 8      |      |
| 40   | Flori Lang              | Svizzera      | 56.40   | 3        | 7      |      |
| 41   | Abdullah Altuwaini      | Kuwait        | 56.94   | 3        | 2      |      |
| 42   | JeanFrancois Schneiders | Lussemburgo   | 57.03   | 2        | 3      |      |
| 43   | Heshan Unamboowe        | Sri Lanka     | 57.95   | 2        | 7      |      |
| 44   | Alex Hernandez Medina   | Cuba          | 58.15   | 2        | 5      |      |
| 45   | Charles William Walker  | Filippine     | 58.82   | 2        | 6      |      |
| 46   | Zane Jordan             | Zambia        | 59.33   | 1        | 4      |      |
| 47   | Antonio Tong            | Macao         | 1:00.34 | 1        | 5      |      |
| 48   | Awse Ma'aya             | Giordania     | 1:00.64 | 2        | 1      |      |
| 49   | Boris Kirillov          | Azerbaigian   | 1:01.03 | 2        | 2      |      |
| 50   | Andrey Molchanov        | Turkmenistan  | 1:05.39 | 1        | 3      |      |

### Spareggio
| Pos. | Atleta      | Nazionalità | Tempo | Corsia | Note |
| ---- | ----------- | ----------- | ----- | ------ | ---- |
| 1    | Sun Xiaolei | Cina        | 54.20 | 5      |      |
| 2    | Guy Barnea  | Israele     | 55.12 | 4      |      |

## Semifinali
| Pos. | Atleta                  | Nazionalità   | Tempo | Batteria | Corsia | Note |
| ---- | ----------------------- | ------------- | ----- | -------- | ------ | ---- |
| 1    | Jérémy Stravius         | Francia       | 52.76 | 1        | 4      |      |
| 2    | Ryōsuke Irie            | Giappone      | 53.05 | 1        | 6      |      |
| 3    | Camille Lacourt         | Francia       | 53.09 | 2        | 4      |      |
| 4    | David Plummer           | Stati Uniti   | 53.30 | 2        | 5      |      |
| 5    | Helge Meeuw             | Germania      | 53.34 | 1        | 7      |      |
| 6    | Nicholas Thoman         | Stati Uniti   | 53.49 | 1        | 2      |      |
| 7    | Liam Tancock            | Regno Unito   | 53.60 | 1        | 5      |      |
| 8    | Gareth Kean             | Nuova Zelanda | 53.69 | 2        | 6      |      |
| 9    | Hayden Stoeckel         | Australia     | 53.70 | 2        | 2      |      |
| 10   | Ben Treffers            | Australia     | 53.87 | 1        | 3      |      |
| 11   | Nick Driebergen         | Paesi Bassi   | 53.98 | 1        | 1      |      |
| 12   | Aschwin Wildeboer Faber | Spagna        | 54.03 | 2        | 7      |      |
| 13   | Stanislav Donets        | Russia        | 54.10 | 2        | 3      |      |
| 14   | Junya Koga              | Giappone      | 54.16 | 2        | 8      |      |
| 15   | Xiaolei Sun             | Cina          | 54.21 | 1        | 8      |      |
| 16   | Aristeidis Grigoriadis  | Grecia        | 54.22 | 2        | 1      |      |

## Finale
| Pos. | Atleta          | Nazionalità   | Tempo | Corsia | Note |
| ---- | --------------- | ------------- | ----- | ------ | ---- |
|      | Camille Lacourt | Francia       | 52.76 | 3      |      |
|      | Jérémy Stravius | Francia       | 52.76 | 4      |      |
|      | Ryōsuke Irie    | Giappone      | 52.98 | 5      |      |
| 4    | Nicholas Thoman | Stati Uniti   | 53.01 | 7      |      |
| 5    | David Plummer   | Stati Uniti   | 53.04 | 6      |      |
| 6    | Liam Tancock    | Regno Unito   | 53.25 | 1      |      |
| 7    | Helge Meeuw     | Germania      | 53.28 | 2      |      |
| 8    | Gareth Kean     | Nuova Zelanda | 53.50 | 8      |      |